# József Katona
József Katona (Kečkemet, 11. studenoga 1791. – 16. travnja 1830.) mađarski dramski pisac i pjesnik, začetnik mađarske drame. Autor povijesne drame Bánk bán.

## Život
Rođen i umro u Kečkemetu, studirao je pravo u Pešti gdje je i radio u kazalištu kao glumac, režiser i pisac dramskih tekstova (brojne je i preveo na mađarski).
Karijeru je počeo prevođenjem drama, a kasnije je pisao vlastite od kojih je prva značajna "Propast Jeruzalema" iz 1814.
Omiljene su mu teme ustanci protiv vladara, veliki buntovnici i nacionalne nepravde.
Svoje najveće djelo, Ban Bánk ("Bánk bán"), je napisao 1815. za natječaj izdan od strane Nacionalnog kazališta u Cluju-Napoci (ondašnjem Kolozsváru) no prošao je nezamijećeno. Djelo je potom ponovno napisao i izdao 1819. no zbog cenzure ostao je u sjeni do sredine 1830-ih. U međuvremenu se povukao u Kečkemet gdje je živio bez kazališne aktivnosti kao gradski tužitelj do svoje smrti 1930.

## Djela
Često je pisao o velikim pobunama, nacionalnim nepravdama.
Drame:
- A farsangi utazás, 1811.
- Aubigny Klementina, 1813.
- Ziska, 1813.
- Jeruzsálem pusztulása, 1814. (Propast Jeruzalema)
- A rózsa, vagy a tapasztalatlan légy a pókok között, 1814.
- Bánk bán, 1815.; konačna verzija 1819. (Ban Bánk)

## Ban Bánk
Ban Bánk je [romantična povijesna drama u 5 činova koja zauzima jedno od najvažnijih mjesta u povijesti mađarske dramaturgije (najznačajnija tragedija na mađarskom jeziku). Centralno mjesto u radnji drame zauzima strana vlast i posljedice njenih postupaka. Drama je o nacionalnoj borbi, ali i osobnoj ljubavi te tragedija duše. Drama oslikava političku situaciju Katonova vremena.
Vrijeme radnje je 13. stoljeće za vrijeme vladavine Andrije II. Arpadovića. Njegova žena Gertruda od Merana je predstavnica te strane vlasti, ona je bila vladarica za vrijeme odsustva kralja Andrije.
Centralni lik ban Bánk je tragični junak koji je čedno i moralno živio, no okolnosti su ga uplele u dvorske spletke i pretrpio je posljedice tih događaja.
Originalni stil pisanja je specifičan po tome što seljaci i plemići ne govore istim jezikom.
Drama se može usporediti s dramom Benko bot (nastala 1872.) hrvatskog pisca Franje Markovića (1845-1914). Radi se o istim likovima i situacijama.
Istoimenu operu je uglazbio Ferenc Erkel (uglazbio je i mađarsku himnu), a istoimeni nijemi film režirao redatelj Michael Curtiz (redatelj slavne Casablance).

## Sadržaj
- Prvi čin (uvod): Kraljica je u zemlju pozivala strano plemstvo koje je živjelo na račun naroda. Mađarsko plemstvo, na čijem čelu je župan Petúr, počinje stvarati urotu protiv kraljice i za svoj cilj žele pridobiti mađarskog potkralja/palatina Bánka koji ipak želi razriješiti situaciju pravnim putem. Župan Petúr kaže Bánku da je lozinka „Melinda” što je ime njegove žene. U međuvremenu kraljičin brat Otto počne slijetati i zavoditi Bánkovu ženu Melindu no ona ga odbija jer voli Bánka. Otto je preklinje.
- Drugi čin (zaplet): Bánk vidi da narod pati i promijeni svoje mišljenje o kraljici. Sreće se s kmetom Tiborcem koji mu ispriča o mukama naroda. U međuvremenu Biberach govori Bánku da mu je žena bila nevjerna s Ottom i zajedno odlaze pitati Melindu. Bánk ne vjeruje da je Melinda nevina.
- Treći čin (rasplet): Melinda preklinje Bánka da joj vjeruje. Bánk oklijeva i ne zna kome da vjeruje. U međuvremenu se Biberach i Otto potuku i posvađaju. Biberach optužuje Otta za ubojstvo Kralja Filipa. Sukob završava Biberachovom smrti.
- Četvrti čin (vrhunac): Otkrije se da je Otto ubio Biberacha. Kraljica Gertruda poziva Melindu k sebi i tada je Melinda krivi za sve. Kasnije kraljica želi razgovarati s Bánkom o Melindi, ali on ne pristaje na to. Kraljica i Bánk se svađaju i kraljica proklinje Bánk i njegovu obitelj. Kraljica zove u pomoć, dolazi Otto, Bánk bježi. Kraljica pokuša ubiti Bánka no ne uspijeva joj te Bánk ubije nju. U međuvremenu se mirotvorci i vojnici sukobljavaju u dvorištu.
- Peti čin (kraj): Poslije kraljičine smrti Petúr ban i plemstvo napadaju Bánka koji je ostao sam. U zemlju se vraća kralj Andrija i razljuti ga smrt supruge. Sumnja prvo pada na bana Petúra, no Bánk priznaje da je on ubio kraljicu, ali objašnjava i zašto. Tiborc donese tužnu vijest da su ubili Melindu. Kralj Bánka odlučuje poilovati jer je već ionako slomljen čovjek.

Katona se oslanjao na viteške motive i tipove, ali ono što je najznačajnije za ovu dramu je činjenica da je srednjovjekovna tema oživljena u duhu društvenih i političkih problema Katonina vremena. Također ostvaruje psihološku složenost nekih likova poput naslovnog Bana Bánka koji je veliki karakter, uravnotežena ličnost koja poštuje zakone i moralna načela, a u konačnici završava kao ubojica i veliki tragični romantičarski lik. 
Postavljanje Banka Bánka na scenu za Mađare predstavlja uzvišen patriotski i umjetnički zadatak.